# La Chapelle-d'Angillon
La Chapelle-d'Angillon és un municipi francès, situat al departament de Cher i a la regió de Centre – Vall del Loira. L'any 2007 tenia 655 habitants.

## Demografia

### Població
El 2007 la població de fet de La Chapelle-d'Angillon era de 655 persones. Hi havia 312 famílies, de les quals 116 eren unipersonals (48 homes vivint sols i 68 dones vivint soles), 108 parelles sense fills, 64 parelles amb fills i 24 famílies monoparentals amb fills.
La població ha evolucionat segons el següent gràfic:
Habitants censats

### Habitatges
El 2007 hi havia 413 habitatges, 317 eren l'habitatge principal de la família, 46 eren segones residències i 49 estaven desocupats. 335 eren cases i 74 eren apartaments. Dels 317 habitatges principals, 202 estaven ocupats pels seus propietaris, 104 estaven llogats i ocupats pels llogaters i 11 estaven cedits a títol gratuït; 21 tenien una cambra, 18 en tenien dues, 47 en tenien tres, 110 en tenien quatre i 121 en tenien cinc o més. 239 habitatges disposaven pel capbaix d'una plaça de pàrquing. A 146 habitatges hi havia un automòbil i a 113 n'hi havia dos o més.

### Piràmide de població
La piràmide de població per edats i sexe el 2009 era:
| Homes | Edats   | Dones |
| ----- | ------- | ----- |
| 0     | 95 o +  | 0     |
| 4     | 90 a 94 | 8     |
| 12    | 85 a 89 | 12    |
| 12    | 80 a 84 | 8     |
| 32    | 75 a 79 | 20    |
| 8     | 70 a 74 | 32    |
| 32    | 65 a 69 | 28    |
| 44    | 60 a 64 | 20    |
| 16    | 55 a 59 | 24    |
| 20    | 50 a 54 | 24    |
| 20    | 45 a 49 | 36    |
| 12    | 40 a 44 | 8     |
| 16    | 35 a 39 | 12    |
| 28    | 30 a 34 | 20    |
| 20    | 25 a 29 | 12    |
| 20    | 20 a 24 | 16    |
| 16    | 15 a 19 | 16    |
| 12    | 10 a 14 | 12    |
| 8     | 5 a 9   | 28    |
| 12    | 0 a 4   | 12    |

## Economia
El 2007 la població en edat de treballar era de 362 persones, 274 eren actives i 88 eren inactives. De les 274 persones actives 254 estaven ocupades (143 homes i 111 dones) i 20 estaven aturades (3 homes i 17 dones). De les 88 persones inactives 38 estaven jubilades, 26 estaven estudiant i 24 estaven classificades com a «altres inactius».

### Ingressos
El 2009 a La Chapelle-d'Angillon hi havia 321 unitats fiscals que integraven 694 persones, la mediana anual d'ingressos fiscals per persona era de 15.542 €.

### Activitats econòmiques
Dels 31 establiments que hi havia el 2007, 1 era d'una empresa extractiva, 2 d'empreses alimentàries, 2 d'empreses de fabricació de material elèctric, 4 d'empreses de construcció, 6 d'empreses de comerç i reparació d'automòbils, 6 d'empreses de transport, 3 d'empreses d'hostatgeria i restauració, 1 d'una empresa financera, 1 d'una empresa immobiliària, 2 d'entitats de l'administració pública i 3 d'empreses classificades com a «altres activitats de serveis».
Dels 10 establiments de servei als particulars que hi havia el 2009, 1 era una gendarmeria, 1 oficina de correu, 1 taller de reparació d'automòbils i de material agrícola, 1 guixaire pintor, 2 lampisteries, 3 perruqueries i 1 restaurant.
Dels 3 establiments comercials que hi havia el 2009, 1 era una botiga de més de 120 m², 1 una botiga de menys de 120 m² i 1 una fleca.
L'any 2000 a La Chapelle-d'Angillon hi havia 11 explotacions agrícoles que ocupaven un total de 1.148 hectàrees.

## Equipaments sanitaris i escolars
L'únic equipament sanitari que hi havia el 2009 era una farmàcia.
El 2009 hi havia una escola elemental.

## Poblacions més properes
El següent diagrama mostra les poblacions més properes.